# Stetholiodes laticollis
Stetholiodes laticollis es una especie de escarabajo del género Stetholiodes, familia Leiodidae. Fue descrita por Henry Clinton Fall en 1910. Se encuentra en Estados Unidos, en Indiana.